# 王信 (後漢)
王信（おう しん）は、中国の後漢で西暦111年に反乱を起こした人物である。生年不明、112年死。漢陽郡出身。
漢陽郡は漢の西辺で羌と接する地域で、後漢時代には羌の侵攻に悩まされていた。永初5年（111年）の9月、王信は杜琦・杜季貢の兄弟とともに、羌と通じて反乱を起こした。上邽県の県城に入った。
12月、漢陽太守の趙博が、もと役人の杜習を刺客として送り、杜琦を刺殺させた。
翌年、諸郡の兵を集めて侍御史の唐喜が攻めてきた。樗泉営を守る王信と杜季貢は6月に敗れ、王信は斬られて死んだ。